# Amenemhet V.
Sekemkare Amenemhet V. je bil faraon Trinajste egipčanske dinastije, ki je vladala v drugem vmesnem obdobju Egipta. Egiptologa  Kim Ryholt in Darrell Baker trdita, da je bil četrti vladar Trinajste dinastije in je vladal od 1796-1793 pr. n. št.  Identiteta Amenemheta V. je po mnenju nekaj egiptologov sporna, ker bi lahko bil ista oseba kot Sekemkare Amenemhet Sonbef, drugi vladar Trinajste dinastije.

## Dokazi
Amenemhet V. je dokazan v 7. vrstici 7 kolone Torinskega seznama kraljev. Vladal je tri do štiri leta. Zapis morda potrjuje papirus iz El-Lahuna, ki omenja tretje leto in nekaj mesecev in dni vladanja faraona Sekemkareja, ki bi lahko bil Amenemhet V. ali Sonbef.
Dokazan je tudi na enem samem artefaktu iz obdobja njegovega vladanja, njegovem kipu  z Elefantine, ki je stal v Satetinem templju. Na kipu je zapis s posvetilom:
Dobri bog, gospodar dveh dežel, gospodar obredov, kralj Gornjega in Spodnjega Egipta Sekemkare, sin Ra Amenemheta, ljubljenec Satet, gospe Elefantine, naj živi večno.
Glavo in roke kipa so odkrili v 19. stoletju v ruševinah templja, zgrajenega v čast nomarha Hekaiba. Najdba je zdaj v Kunsthistorisches Museum na Dunaju. Telo kipa z omenjenim napisom so odkrili leta 1932 in je zdaj v Asuanskem muzeju.

## Identiteta
Egiptologi niso enotni ali je bil Sekemkare Amenemhet V. ista oseba kot  Sekemkare Sonbef, katerega Kim Ryholt, Jürgen von Beckerath in Darrell Baker štejejo za drugega faraona Trinajste dinastije. Sonbef je sebe resnično klical "Amenemhet Sonbef", kar bi se po Ryholtovem mnenju moralo razumeti kot "Amenemhet [Sa] Sonbef", Sin Amenemhet Sonbefa, se pravi sin Amenemheta IV. Omenjeni egiptologi imajo Sonbefa in Amenemheta V. za dva različna vladarja. Ryholt in  Baker trdita tudi to, da je med Sonbefom in Amenemhetom V. zelo malo časa vladal Nerikare, medtem ko je von Beckerath prepričan, da je med njima vladal Sekemre Kutavi Pentini. Detlef Franke in Stephen Quirke sta v nasprotju z njimi prepričana, da sta oba vladarja ista oseba. Trditev utemeljujeta s tem, da je "Amenemhet Sonbef" dvojno ime, pogosto predvsem pozni Dvanajsti in Trinajsti dinastiji.